# Recologne-lès-Rioz
Recologne-lès-Rioz ist eine Gemeinde im französischen Département Haute-Saône in der Region Bourgogne-Franche-Comté.

## Geographie
Recologne-lès-Rioz liegt auf einer Höhe von 338 m über dem Meeresspiegel, acht Kilometer nordwestlich von Rioz und etwa 26 Kilometer nördlich der Stadt Besançon (Luftlinie). Das Dorf erstreckt sich im Süden des Départements, auf einem Plateau im Hügelland, das sich zwischen dem Saônebecken und dem Flusstal des Ognon erstreckt.
Die Fläche des 10,18 km² großen Gemeindegebiets umfasst einen Abschnitt der gewellten Landschaft zwischen den Flusstälern von Ognon im Süden und Saône im Nordwesten. Der zentrale Teil des Gebietes wird der Hochfläche von Recologne eingenommen, die durchschnittlich auf 350 m liegt. Sie ist überwiegend von Acker- und Wiesland bestanden und läuft gegen Nordosten im Plateau des Grand Mont (362 m) aus. Gegen Westen fällt die Hochfläche mit einer Geländestufe zum Saônebecken ab. Die Grenze verläuft hier im Bois de Chanenot, teils an der Oberkante des Plateaus, teils im Hang. Mit 415 m wird ganz im Südwesten die höchste Erhebung von Recologne-lès-Rioz erreicht. Im Osten wird die Hochfläche von der Talmulde von Eguilley flankiert, die sich nach Norden zum Tal der Romaine öffnet. In geologischer Hinsicht besteht die Hochfläche aus einer Wechsellagerung von kalkigen und sandig-mergeligen Sedimenten der mittleren und oberen Jurazeit, die durch mehrere in Richtung Südwest-Nordost orientierte Verwerfungen gestört sind. Es gibt hier keine oberirdischen Fließgewässer, weil das Niederschlagswasser im verkarsteten Untergrund versickert.
Zu Recologne-lès-Rioz gehört der Weiler Eguilley (288 m) in einer Mulde zwischen den Höhen von Recologne und dem Bois de la Forêt. Nachbargemeinden von Recologne-lès-Rioz sind Maizières im Norden, Fondremand im Osten, Villers-Bouton im Süden sowie Fretigney-et-Velloreille im Westen.

## Geschichte
Im Mittelalter gehörte Recologne zur Freigrafschaft Burgund und darin zum Gebiet des Bailliage d’Amont. Die lokale Herrschaft hatten zur Hauptsache die Herren von Fondremand inne. Ein Teil gehörte auch zur Herrschaft Maizières. Im 16. Jahrhundert bekamen die zu Fondremand gehörenden Bewohner Freiheitsrechte zugesprochen. Zusammen mit der Franche-Comté gelangte Recologne mit dem Frieden von Nimwegen 1678 definitiv an Frankreich. Zu einer Gebietsveränderung kam es im Jahr 1964, als das vorher selbständige Eguilley nach Recologne-lès-Rioz eingemeindet wurde. Heute ist Recologne-lès-Rioz Mitglied des 33 Ortschaften umfassenden Gemeindeverbandes Communauté de communes du Pays Riolais.

## Sehenswürdigkeiten
Die Kirche Saint-Laurent wurde 1752 weitgehend neu erbaut, wobei eine gotische Seitenkapelle (15. Jahrhundert) des Vorgängerbaus mit einbezogen wurde. Zur Innenausstattung gehören ein Stuckaltar der Gebrüder Marca (18. Jahrhundert), eine Statue des Heiligen Laurentius (16. Jahrhundert) und Fresken aus dem 16. Jahrhundert. Das runde Lavoir von Recologne, das einst als Brunnen, Waschhaus und Viehtränke diente, wurde 1828 errichtet.

## Bevölkerung
Mit 270 Einwohnern (1. Januar 2022) gehört Recologne-lès-Rioz zu den kleinen Gemeinden des Département Haute-Saône. Nachdem die Einwohnerzahl in der ersten Hälfte des 20. Jahrhunderts stets im Bereich zwischen 90 und 120 Personen gependelt hatte, wurde seit Mitte der 1980er Jahre ein kontinuierliches Bevölkerungswachstum verzeichnet.
| Einwohner                  | 99 | 130 | 122 | 173 | 167 | 188 | 208 |
| Quellen: Cassini und INSEE |    |     |     |     |     |     |     |

## Wirtschaft und Infrastruktur
Recologne-lès-Rioz war bis weit ins 20. Jahrhundert hinein ein vorwiegend durch die Landwirtschaft (Ackerbau, Obstbau und Viehzucht) und die Forstwirtschaft geprägtes Dorf. Außerhalb des primären Sektors gibt es nur wenige Arbeitsplätze im Dorf. Einige Erwerbstätige sind auch Wegpendler, die in den größeren Ortschaften der Umgebung ihrer Arbeit nachgehen.
Die Ortschaft liegt abseits der größeren Durchgangsachsen an einer Departementsstraße, die von Fretigney-et-Velloreille nach Fondremand führt. Weitere Straßenverbindungen bestehen mit Maizières und Villers-Bouton.